# Unreal Commander
Unreal Commander — безкоштовний двопанельний файловий менеджер для Vista/7/8/8.1/10/11.

## Можливості програми
Можливості програми заявлені автором на офіційному сайті:
- Двопанельний інтерфейс
- Підтримка UNICODE
- Розширений пошук файлів
- Групове перейменування файлів і каталогів
- Синхронізація каталогів
- Підтримка архівів ZIP, 7Z, RAR, CAB, WIM, TAR, GZ, TGZ, BZ2, TBZ2, LHA, ARJ
- Вбудований FTP-клієнт
- Режим ескізів
- Таби каталогів
- Підтримка WLX/WCX/WDX-плагінів
- Вбудований вьюер і функція швидкого перегляду
- Робота з мережевим виключенням
- Підтримка «Drag & Drop» при роботі з іншими додатками
- Кнопки історії та «Вибране»
- Фонове копіювання / перенесення / видалення
- Безпечне видалення файлів (WIPE)
- Використання фонових малюнків
- Стилі оформлення: колірні категорії файлів, шрифти для всіх елементів інтерфейсу

й інше.

## Опис програми
Зовнішнім виглядом, внутрішньою роботою і функціональними можливостями схожий на Total Commander.
Файловий менеджер відображає приховані і системні файли, може змінювати їх атрибути, а також переміщати, копіювати або видаляти, має вбудований FTP-клієнт, переглядач графічних файлів, медіа-програвач, вміє розбирати / збирати файли на частини, підтримує роботу з популярними архівами, які може відкривати для читання і редагування, юнікод, таби, drag-and-drop, плагіни (включаючи плагіни, написані для Total Commander), настройку зовнішніх і внутрішніх редакторів, синхронізацію каталогів, ігнор-список, зберігач паролів, групове перейменування файлів, налаштування гарячих клавіш меню, колірні схеми та стилі, теми оформлення, пошук, інтерфейс командного рядка, оснащений інтернаціональної підтримкою.

## Реєстрація
Unreal Commander є безкоштовним проектом, але для зняття деяких обмежень необхідно отримати ліцензійний ключ через пункт головного меню «Довідка» — «Управління ліцензією …» або на офіційному сайті.